# Olios tarandus
Olios tarandus là một loài nhện trong họ Sparassidae.
Loài này thuộc chi Olios. Olios tarandus được Eugène Simon miêu tả năm 1897.